# 山本かおる
山本 かおる（やまもと かおる、本名：山本 郁、1967年11月13日 - ）は、フリーアナウンサー。

## 来歴・人物
新潟県西蒲原郡弥彦村出身。弥彦村立弥彦中学校、新潟県立三条高等学校を経て新潟大学教育学部卒業。元新潟テレビ21アナウンサーで、2001年に退社。退社後はフリーとしてラヂオは〜とのパーソナリティ、その後ラジオたんぱの契約アナウンサーを経て、2003年10月から『高嶋ひでたけのお早よう!中年探偵団』（ニッポン放送）のアシスタントとして同番組終了まで担当し、その後も同局で週末のお天気レポーターなどを務めた。現在は、ラジオNIKKEIでのレギュラー番組が中心。

## 現在の出演番組
- マーケット・トレンド（ラジオNIKKEI第1放送 月-金曜18:00-18:15、月曜出演)
- テイスト・オブ・ジャズ（ラジオNIKKEI第1放送 土曜22:00-22:30、再放送=金曜を除いた23:30-24:00、土曜は18:00-18:30）
- 恋してわたらせ・どようび!（FMわたらせ 土曜12:00-16:59）

## 過去の出演番組
- ズームアップにいがた（新潟テレビ21）
- 高嶋ひでたけのお早よう!中年探偵団（ニッポン放送）
- 塚越孝のおはよう有楽町（ニッポン放送）
- 森田健作の我らニッポン人（ニッポン放送）
- とび出せ街角天気予報（ニッポン放送）
- トリプルハート100点満点ほか（ラヂオは〜と・各番組）
- 聴く日経（ラジオNIKKEI第1放送）
- サタデー・リクエスト～水色のジュークボックス（FMえどがわ）